# عبد العزيز بن عبد الله الخويطر
الدكتور عبد العزيز بن عبد الله بن علي الخويطر، (1918 - 2014) وزير الدولة لشؤون مجلس الوزراء السعودي ولد في العاشر من شهر رجب عام 1344هـ في عنيزة، ودرس فيها مرحلتي الابتدائية والمتوسطة، ثم انتقل إلى المعهد العلمي السعودي بمكة المكرمة لإكمال دراسته الثانوية، ثم ذهب إلى القاهرة ولندن لمواصلة شهادته العليا في التاريخ والفلسفة.
يعد الخويطر أول سعودي يحصل على شهادة الدكتوراه من بريطانيا وكان ذلك عام 1938، ويعتبر عميد الوزراء السعوديين ورجل دولة وسياسيا محنكا، عاصر خمسة من ملوك المملكة العربية السعودية بدءا بالملك سعود ثم الملك فيصل ثم الملك خالد والملك فهد واخيرا الملك عبدالله، قال عنه الملك فيصل بن عبد العزيز رحمه الله: الخويطر ثروة وطنية فلا تفرطوا فيها.

## نسبه وأسرته
هو عبد العزيز بن عبد الله بن علي بن عثمان بن حماد بن عثمان بن علي بن خويطر بن حميد بن عثمان بن سعدون بن ربيع بن حميد بن عثمان بن غرير بن عثمان بن سعدون بن ربيعة من قبيلة بني خالد.

## مؤلفاته
- عثمان بن بشر عام 1390هـ
- في طرق البحث عام 1395هـ
- من حطب الليل عام 1398هـ
- الملك الظاهر بيبرس عام 1396هـ
- إطلالة على التراث (17 جزءاً).[8]
- (أي بني) (5 أجزاء). وهي بمثابة الموسوعة التراثية الكاملة
- وسم على أديم الزمن (44 جزء صدرت من عام 1426هـ حتى 1436هـ) وهو عبارة عن سيرة ذاتية.
- (النساء رياحين) تحدث فيه عن تأثير المرأة أماً ودورها الحقيقي والمأمول.
- قراءة في ديوان محمد بن عبد الله بن عثيمين. 1421هـ.
- يوم وملك. 1418هـ.
- ملء السلة من ثمر المجلة (3 أجزاء صدرت من عام 1419هـ وحتى 1427هـ).
- حديث الركبتين. 1422هـ.[9]
- لمحة من تاريخ التعليم في المملكة العربية السعودية. 1424هـ.
- دمعة حرى (جزأين صدرا عامي 1425هـ / 1428هـ).
- بعد القول قول. 1428هـ.
- رصد لسياحة الفكر. (4 أجزاء صدرت بين عامي 1428/ 1429هـ).
- السلام عليكم. 1428هـ.
- نز اليراع. 1429هـ.[10]
- هنيئاً لك السعادة. 1431هـ.[11]

### كتب التي أشرف على تحقيقها
- كتاب الشيخ أحمد المنقور عام 1390هـ
- الروض الزاهر في سيرة الملك الظاهر عام 1396هـ
- حسن المناقب السرية المنتزعة من السيرة الظاهرية عام 1396هـ.[12]

## مناصبه الحكومية
- عضو هيئة التدريس قسم التاريخ بكلية الآداب بجامعة الملك سعود
- أمين عام مجلس جامعة الملك سعود
- وكيل جامعة الملك سعود للشؤون الأكاديمية
- رئيس جامعة الملك سعود
- رئيس ديوان المراقبة العامة
- وزير الشؤون الاجتماعية
- وزير المالية من 15 /5/ 1416هـ - 9 /10 /1995م إلى 9/9/ 1416هـ - 29 /1/ 1996م.[13]
- وزير العمل
- وزير التربية والتعليم
- وزير التعليم العالي
- وزير الصحة
- وزير الزراعة
- وزير الدولة وهو أخر مناصبه قبل وفاته.

## وفاته
توفي الخويطر يوم الأحد السادس والعشرين من شهر رجب عام 1435 هـ الموافق للخامس والعشرين من مايو عام 2014  عن عمر يناهز 96 عاما.

## انظر ايضاً
- غازي القصيبي
- ناصر المنقور
- عزام الدخيل

## وصلات خارجية
- د. عبد العزيز الخويطر.. عميد الوزراء.